# Cantonul Plouguenast
Cantonul Plouguenast este un canton din arondismentul Saint-Brieuc, departamentul Côtes-d'Armor, regiunea Bretania, Franța.

## Comune
- Gausson
- Langast
- Plémy
- Plessala
- Plouguenast (reședință)